# Семёнов, Иван Михайлович (Герой Социалистического Труда)
Иван Михайлович Семёнов (7 марта 1925, Тульская губерния — 9 марта, 1982, Тульская область) — советский государственный и хозяйственный деятель, председатель колхоза «Новая жизнь», Герой Социалистического Труда (1957).

## Биография
Родился 7 марта 1925 года в Щёкинском районе Тульской области в крестьянской семье.
Во время учёбы в школе начал работать помощником тракториста. При аварии трактора получил тяжёлую травму ноги, повлёкшую инвалидность. После окончания школы в 1941 году стал счетоводом в правлении колхоза.
В 1943 году был назначен председателем колхоза и к концу Великой Отечественной войны вывел хозяйство в число передовых.
В 1945 году вступил в ВКП(б).
Окончил Тульскую среднюю сельскохозяйственную школу по подготовке председателей колхозов.
В 1953 году возглавил колхоз «Новая жизнь», созданный в результате укрупнения из двух больших и семи мелких хозяйств Щёкинского района Тульской области. Окончил Высшую партийную школу при ЦК КПСС. Защитил диссертацию по теме «Экономическая эффективность поливных пастбищ средней полосы России», кандидат экономических наук.
Благодаря научному подходу, внедрению прогрессивных форм и методов ведения сельского хозяйства, организации труда и быта колхозников, применению системы поощрения передовиков социалистического соревнования И. М. Семёнов сумел достичь больших успехов как в развитии основной отрасли производства — молочного животноводства, так и в растениеводстве — выращивании зерна, картофеля, овощей, кормовых культур в условиях Нечернозёмной полосы России.
Под его руководством колхоз добился значительных успехов в экономическом и социальном развитии. Колхоз «Новая жизнь» признавался одним из лучших хозяйств РСФСР, был награждён орденом Ленина.
Указом Президиума Верховного Совета СССР № 20 от 27 декабря 1957 года за выдающиеся успехи в работе по увеличению производства и сдачи государству сельскохозяйственных продуктов И. М. Семёнову присвоено звание Героя Социалистического Труда с вручением ордена Ленина и золотой медали «Серп и Молот».
Совмещая хозяйственную деятельность с партийной и государственной, И. М. Семёнов избирался депутатом Верховного Совета СССР 6-го — 10-го созывов. Являлся заместителем председателя Совета колхозов СССР, делегатом XXVI съезда КПСС, в 1961—1966 годах — кандидатом в члены ЦК КПСС.
Умер 9 марта 1982 года.

## Награды и звания
- Герой Социалистического Труда
- 3 ордена Ленина
- Орден Октябрьской Революции
- медали СССР

## Память
- Бюст Героя Социалистического Труда И. М. Семёнова в посёлке Карамышево Щёкинского района Тульской области.
- Мемориальная доска на здании ГОУ СПО Тульской области «Тульский сельскохозяйственный колледж» (г. Тула, ул. Оборонная, д. 93 корп. 1).[3]
- Колхозу «Новая жизнь» после смерти председателя было присвоено его имя[4] (ныне — Ордена Ленина племзавод-колхоз «Новая жизнь» им. И. М. Семёнова).